# Territorio Indígena Ujarrás
Ujarrás es uno de los territorios indígenas de Costa Rica del pueblo cabecar, fundado en 1982.

La lengua cabécar es la más hablada por la población, en un 80% (alcanza hasta el 96% en Chirripó). Los cabécar son la comunidad indígena costarricense más aislada y de más difícil acceso, por lo que también es una de las que más ha preservado su cultura, idioma y religión.

## Geografía
Es el territorio cabécar más grande de la Zona Sur. Este lugar, no formaba parte del territorio tradicional de los bribris y cabécares. Aparentemente, fue poblado de forma paulatina desde mediados del siglo XIX. La región fue una de las primeras en ser declarada territorio indígena en 1957 y una de las que más contacto ha tenido con los centros de población no indígenas debido a la construcción, en los años sesenta, de la carretera Interamericana.

## Demografía
Para el censo de 2011, este territorio tiene una población total de 1321 habitantes, de los cuales 1119 habitantes son autoidentificados cómo de etnia indígena (84,71%).

## Incendios forestales y variables geográficas en la zona de amortiguamiento del Parque Internacional La Amistad, Costa Rica: Un Caso de Estudio[4]
Los incendios forestales tienen un impacto significativo en los ecosistemas, alterando la vegetación, los ciclos de carbono y los patrones climáticos. La zona de amortiguamiento del Parque Internacional La Amistad, Reserva de Biosfera de la UNESCO y Patrimonio de la Humanidad, enfrenta incendios forestales recurrentes que no han sido estudiados a fondo. Una investigación reciente publicada en la prestigiosa revista científica Cuadernos de Investigación UNED, se planteó localizar los incendios históricos en la zona de amortiguamiento del Parque Internacional La Amistad, Costa Rica y evaluar su relación con variables geográficas, analizando datos satelitales y de campo de los años 2012 a 2020. La mayoría de los incendios ocurrieron por encima de los 1600 metros. Se determinó que las pendientes pronunciadas facilitan la rápida propagación del fuego, mientras que las áreas más planas contribuyen a la acumulación de combustible. Los pastizales exacerban la gravedad y propagación del fuego, frecuentemente relacionados con la limpieza de tierras cerca de los asentamientos. Las limitaciones de acceso y las restricciones territoriales son significativas. El Territorio Indígena de Ujarrás experimentó el mayor impacto (24,617 hectáreas); los puntos calientes de incendios recurrentes afectaron a Ujarrás, con ocurrencias moderadas en los territorios indígenas de Salitre y Cabagra. Este estudio permitió concluir, además, que la tecnología satelital proporcionó datos esenciales e identificó áreas de difícil acceso afectadas por vegetación seca y actividad humana.